# Аграфонски манастир
Аграфонският манастир (на гръцки: Μονὴ Κοιμήσεως Θεοτόκου Σπηλιᾶς τῶν Ἀγράφων) е доказано най-старият действащ в Тесалиотидска и Фанариоферсалска епархия със своята стара църква „Успение Богородично“ от 1064 г. или от времето на въстанието на Никулица Делфина. Намира се в село Кумбуряна (на гръцки: Κουμπουριανά), Аргития, Аграфа, на върха на скала на 1000 м надморска височина.
Основатели на манастира са двама братя Атанасий и Партений от село Стефаниада. Повод за основаването на светата обител е чудотворното откриване на иконата на „Богородица Одигитрия Пещерна“ в пещера в околността със запалена свещ пред нея.
Манастирът има две църкви: по-малка и по-стара посветена на „Успение Богородично“ от 1064 г. и католикон от 1736 г. Иконостасът на католикона е изработен през 1779 г. През 1677 г. патриарх Дионисий IV Константинополски издига манастира за патриаршески и ставропигиален. Надписът, който споменава 1064 г. като година на построяването на манастира, е унищожен от турците по време на Епирското въстание през 1854 г. В манастира се намира въстаническият щаб през 1854 г.